# Игры на бумаге
Игры на бумаге — игры, для которых требуется только бумага и письменная принадлежность (например, карандаш), одна или разных цветов. В действительности вместо них могут выступать любая поверхность и приспособление позволяющее оставлять на ней видимый след, обычно не стираемый до конца игры.
В некоторых играх, обычно относимых к настольным, в том числе логических, выставляемые по ходу игры на игровой доске предметы остаются на ней до конца игры. В такие игры (например, гомоку) можно играть и как в игры на бумаге. Но не во все (к примеру, гонки, футбол на бумаге) игры на бумаге можно играть без письменных принадлежностей. Исключением являются компьютерные реализации.
Примеры игр на бумаге: крестики-нолики, балда, рассада, палочки, виселица, морской бой, футбол на бумаге в клетку.